# Sultan Qaboos University
La Sultan Qaboos University, conosciuta anche con l'acronimo SQU, è l'unica università dell'Oman. Trae il suo nome dal sultano omanita Qaboos. Si trova ad Al-Khod, città non lontana dalla capitale.

## Storia
Nel 1980, in occasione del suo decimo anniversario di regno, Qaboos annunciò la creazione della prima università del sultanato: un ateneo su base statale. I lavori iniziarono nel 1982: quattro anni dopo si ebbe finalmente l'inaugurazione, con cinque facoltà istituite, Medicina, Ingegneria, Scienze, Agraria e Scienze dell'Educazione. L'università, che oggi conta circa 15.000 studenti, è aperta sia agli uomini sia alle donne. La maggior parte degli studenti ammessi all'università sono selezionati in base alle loro prestazioni negli esami finali delle scuole secondarie superiori.